# Alois Junker
Alois Junker (* 8. Juli 1893 in Auschowitz, Österreich-Ungarn; † 23. März 1967 in Wien) war ein österreichischer Politiker (SDAP) und Fachlehrer. Junker war von 1932 bis 1934 Abgeordneter zum Landtag von Niederösterreich.
Junker wurde in der Nähe von Marienbad geboren und besuchte nach der Volks- und Bürgerschule die Lehrerbildungsanstalt in Eger. 1912 trat er in den Schuldienst, während des Ersten Weltkriegs leistete er zwischen 1914 und 1918 den Militärdienst ab. Junker erwarb 1921 die Lehrbefähigung für Bürgerschule und war als Fachlehrer in Schrems tätig. Nach seinem Beitritt 1919 zur Sozialdemokratischen Arbeiterpartei Österreichs vertrat Junker die SDAP zwischen dem 21. Mai 1932 und dem 16. Februar 1934 im Niederösterreichischen Landtag. Er beteiligte sich führend an den Februarkämpfen in Schrems und wurde deshalb 1934 verhaftet, aus dem Schuldienst entlassen und zu einem Jahr schweren
Kerker verurteilt. Er war in der Folge als Kinobilleteur und Versicherungsvertreter tätig und wurde 1938 wieder in den Schuldienst aufgenommen. 1945 wurde Junker zum Bezirksschulinspektor befördert. 
Heute erinnert in Schrems die Alois-Junker-Straße an sein Wirken.